# Polidoro (figlio di Ecuba)
Polidoro (in greco antico: Πολύδωρος?, Polýdōros) è un personaggio della mitologia greca, figlio di Priamo, re di Troia, e di Ecuba, di cui riferiscono Virgilio nell'Eneide ed Euripide nella tragedia Ecuba.
Questo Polidoro non va confuso con un altro figlio di Priamo, anch'esso chiamato Polidoro, generato invece da Laotoe.

## Mitologia

### Nell'Ecuba
Durante la guerra di Troia, Priamo mandò Polidoro presso il re Polimestore che dominava parte della regione del Chersoneso Tracico affidandogli una parte del tesoro della città. Quando giunse la notizia della caduta di Troia, il sovrano tracio per impossessarsi del tesoro fece uccidere Polidoro.
Secondo Euripide, il re gettò poi il cadavere del giovane dalle mura del suo palazzo, che sorgeva a strapiombo sul mare: esso precipitò in acqua ed in seguito fu ripescato. Ecuba, appresa la verità sulla morte brutale del suo adorato figlio, si scagliò per vendetta contro Polimestore, dapprima uccidendo i due figlioletti del re e poi accecando quest'ultimo.

### Nell'Eneide
Virgilio dà una versione differente sulle modalità dell'uccisione di Polidoro e sulla sorte del cadavere. Come narra Enea a Didone nel terzo libro dell'Eneide, l'eroe troiano, giunto nel Chersoneso Tracico, strappò alcune fronde per coprire l'area dell'altare appena eretto; da esse vide colare un fiotto di sangue nero e sentì la voce del giovane principe che gli raccontò la propria tragica fine. Le fronde altro non erano che il risultato della metamorfosi delle frecce con cui il giovane era stato trafitto: il cadavere giaceva lì sotto, ma non perfettamente sepolto, sicché l'anima non era entrata nell'Ade. Enea si affrettò a tumulare degnamente Polidoro e ripartì, lasciando per sempre quel luogo maledetto.

## Riprese del mito
Il mito di Polidoro è ripreso da vari autori, tra cui Dante che nel Canto XIII dell'Inferno prevede per la legge del contrappasso che i suicidi vengano trasformati in arbusti dai quali, se spezzati, fuoriesce sangue. Egli è citato esplicitamente anche al verso 115 del Canto XX del Purgatorio.

## Galleria d'immagini

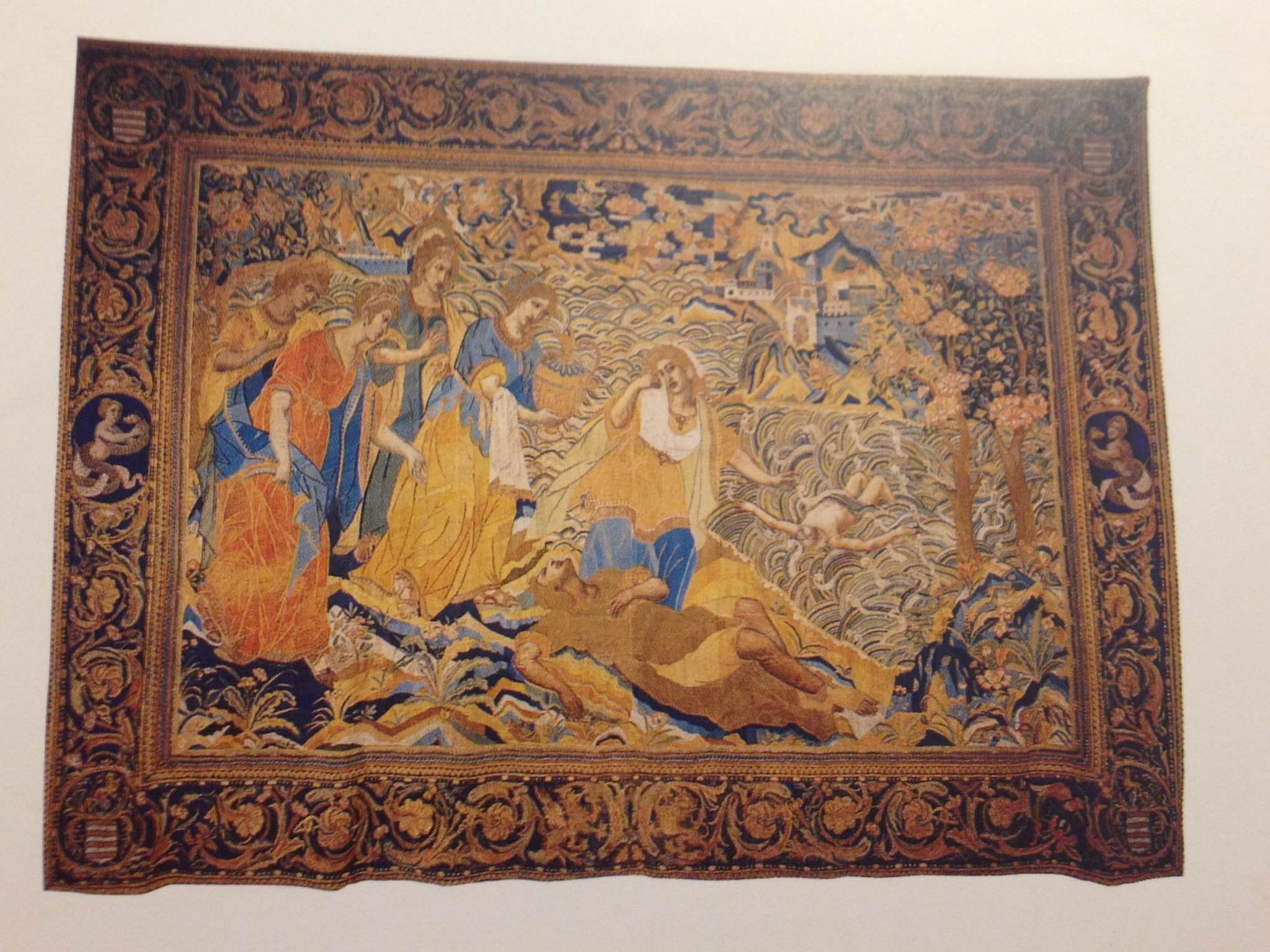
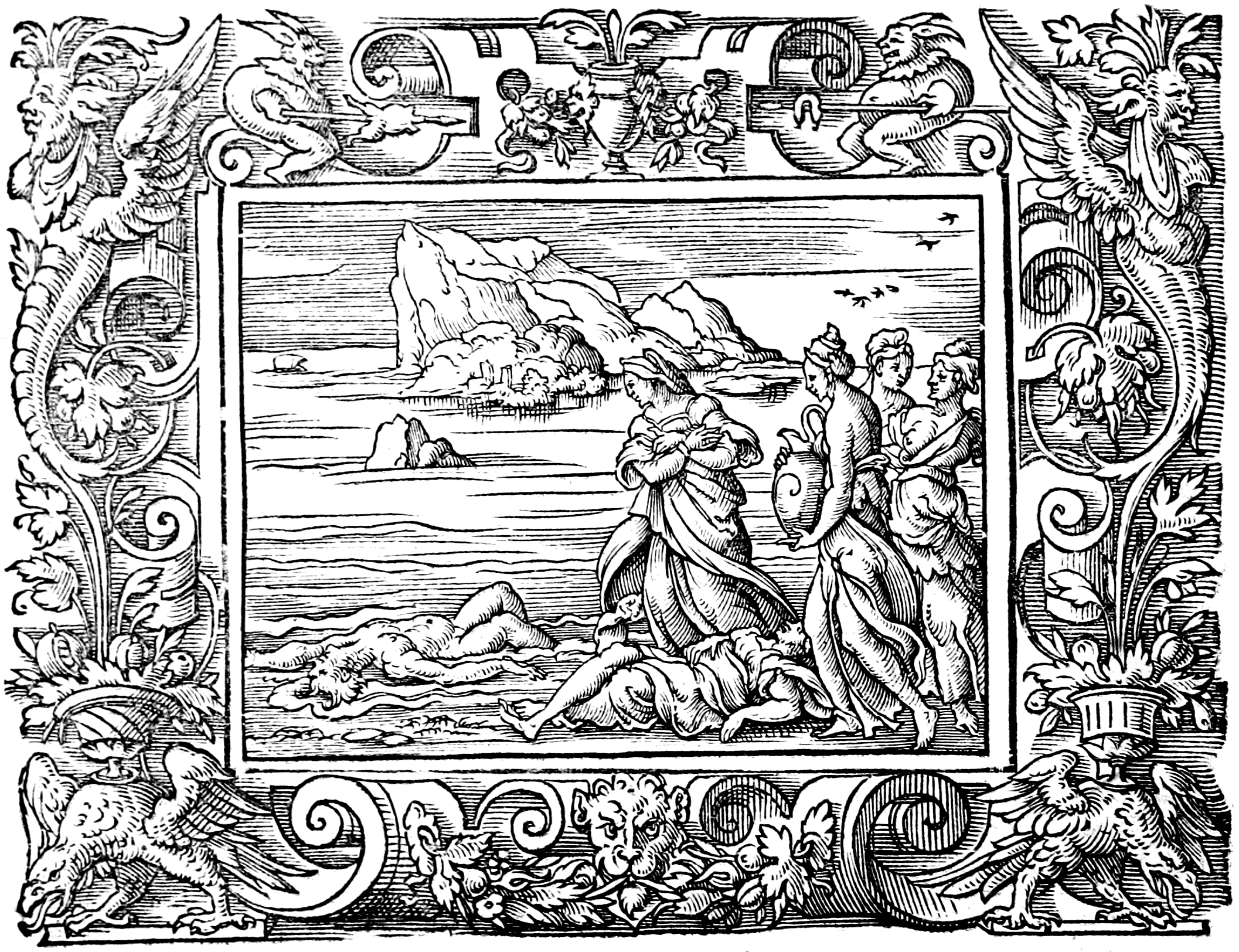
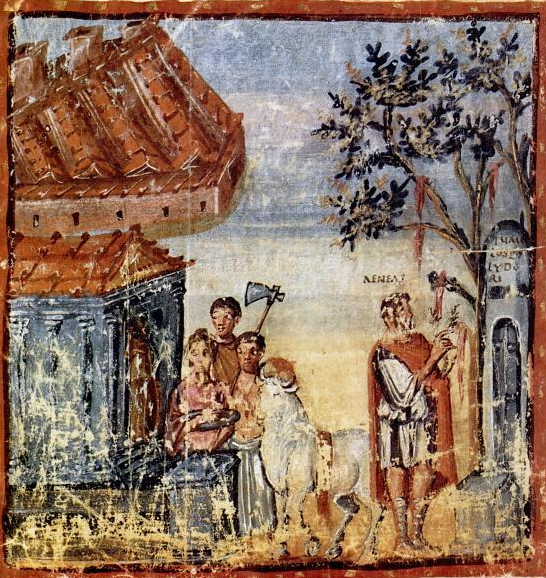